# Reserva natural Castillos de Pincheira

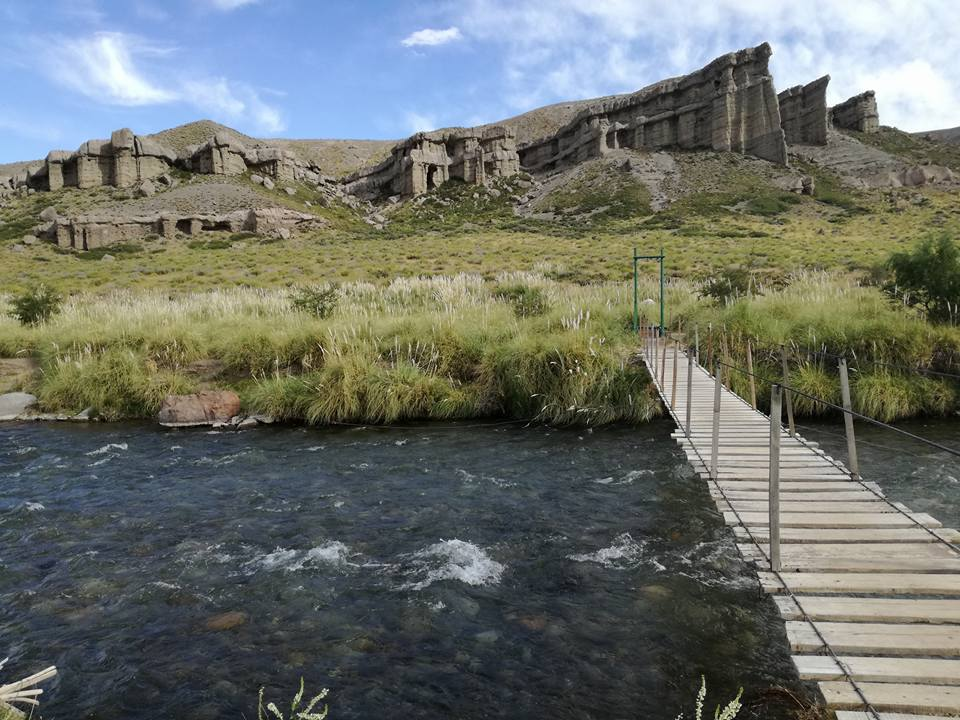
Camino a los Castillos de Pincheiras

La reserva de paisaje protegido Castillos de Pincheira es un área natural protegida de Argentina localizada 27 km al oeste de la ciudad de Malargüe, provincia de Mendoza. 
Es un monumento natural tallado por acciones erosivas, principalmente glaciares, tiene extrañas características. Se asemeja a un gigantesco castillo, con sus torres rodeadas de conos de material sedimentario, a cuyos pies corre el río Malargüe y a unos metros el cristalino arroyo Pincheira.
Cuenta la tradición que este paraje era refugio del bandido al servicio de los realistas hermanos Pincheira y de sus huestes, con las cuales realizaban sus correrías entre los años 1811 y 1833. En los alrededores, suelen encontrarse puntas de flechas y restos de cerámica indígena de las cultura huarpe y más tarde de la cultura mapuche.
La ley provincial n.º 6691 sancionada el 22 de junio de 1999 creó la reserva de paisaje protegido Castillos de Pincheira, de 650 ha y cuyos límites fueron definidos como:

Norte: tramo del cauce del río Malargüe entre las desembocaduras de los arroyos Seco y del Sauce;
 Sur: línea recta que parte desde las nacientes del arroyo Seco hasta las nacientes del arroyo del Sauce.
 Este: arroyo del Sauce desde sus nacientes hasta su desembocadura en el río Malargüe.
 Oeste: arroyo Seco desde sus nacientes hasta su desembocadura en el rio Malargüe.